# Leucospis bifasciata
Leucospis bifasciata är en stekelart som beskrevs av Johann Christoph Friedrich Klug 1814. Leucospis bifasciata ingår i släktet Leucospis och familjen Leucospidae. Inga underarter finns listade i Catalogue of Life.